# Hawera

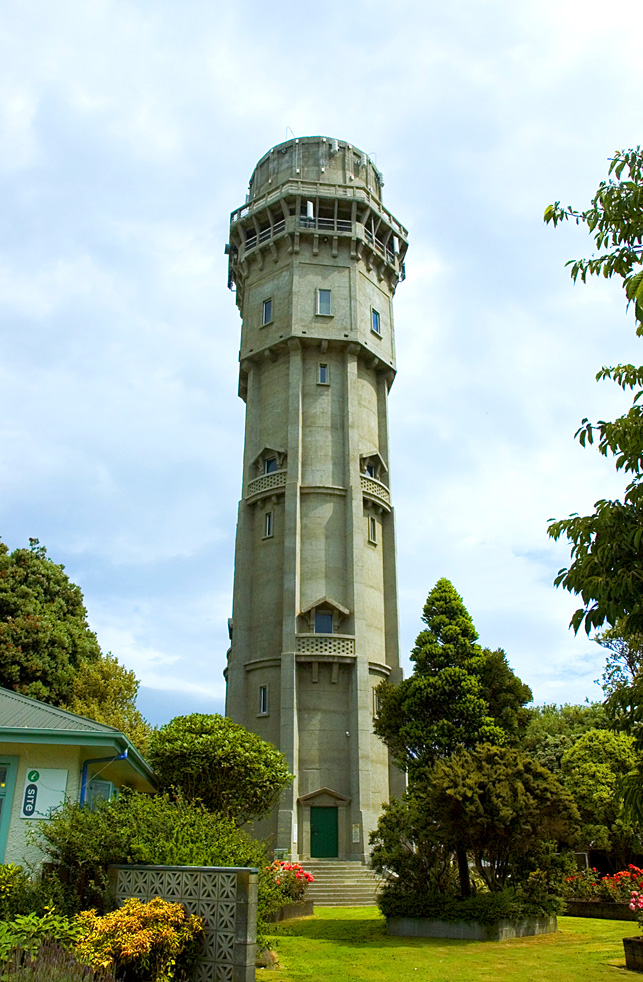
Wieża ciśnień w Hawera

Hawera – miasto w Nowej Zelandii, drugie pod względem wielkości w regionie Taranaki Wyspy Północnej. Liczy około 11000 mieszkańców.